# Horní Město
Horní Město (niem. Bergstadt) – gmina w Czechach, w powiecie Bruntál, w kraju morawsko-śląskim. Według danych z dnia 1 stycznia 2012 liczyła 958 mieszkańców.
Dzieli się na 5 części:
- Horní Město
- Dobřečov
- Rešov
- Skály
- Stříbrné Hory

## Osoby urodzone w miejscowości
- Karl Brachtel (1825-1895), malarz i konserwator[2]

## Galeria

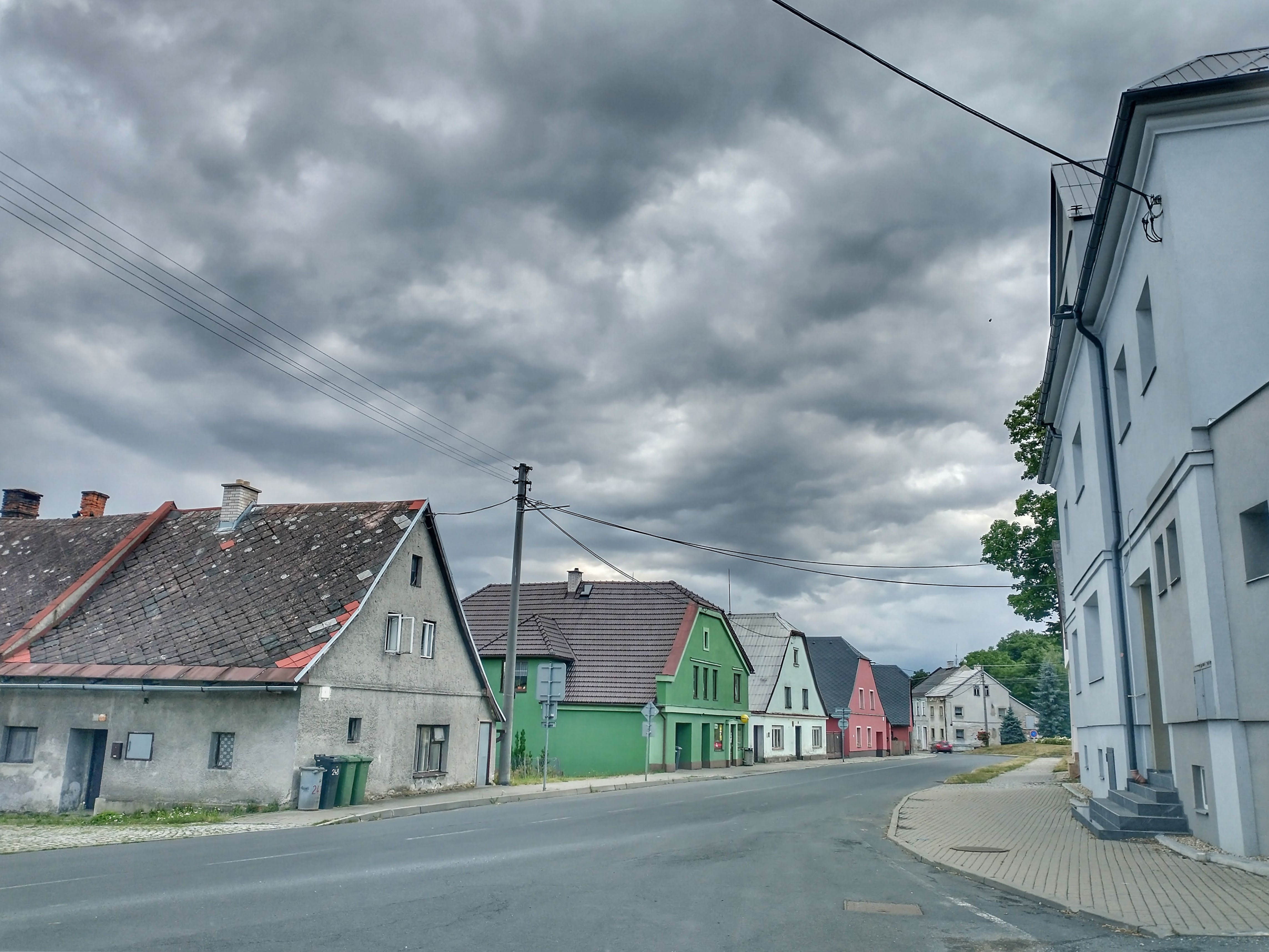
Centrum miejscowości
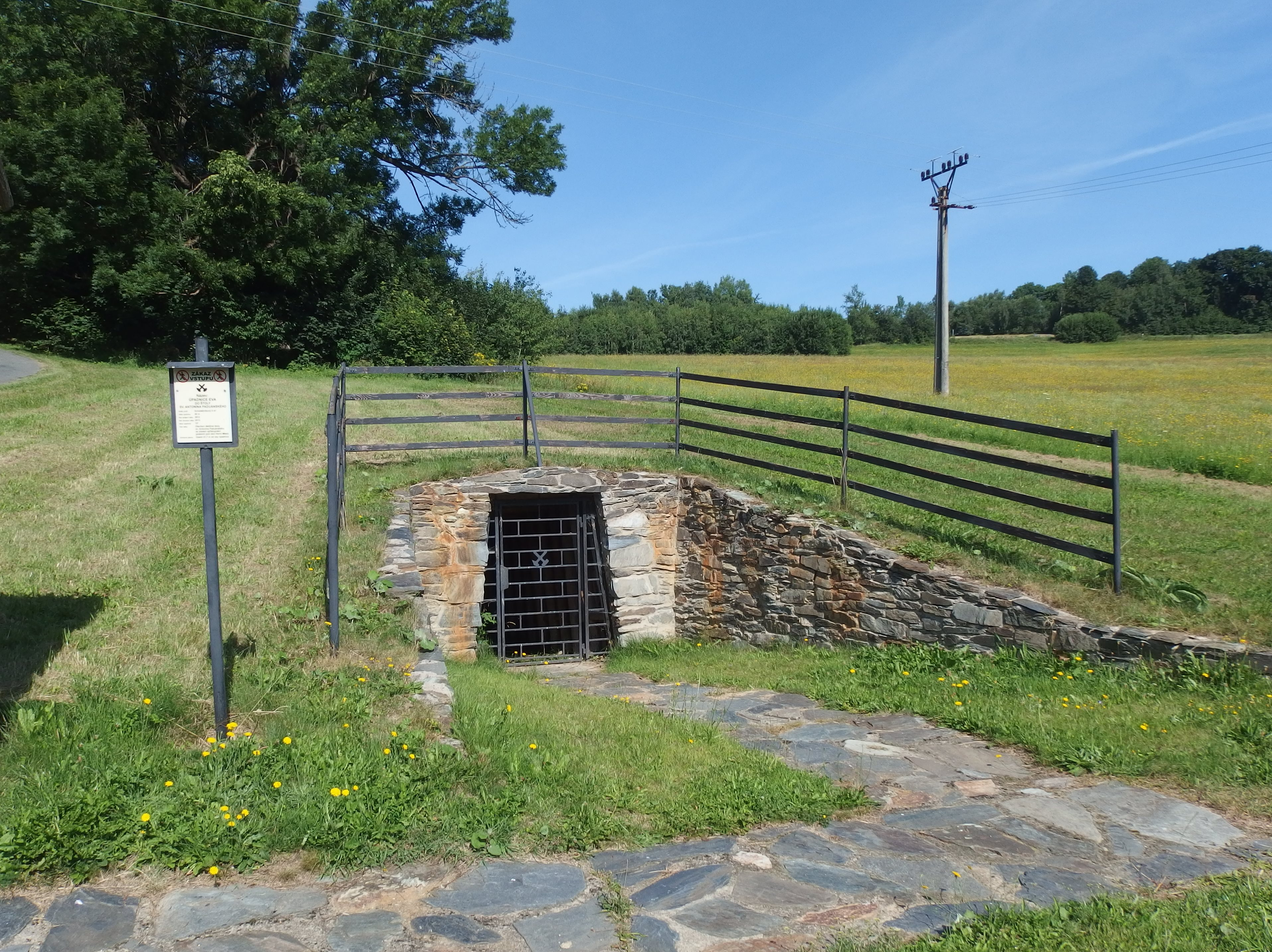
Szyb „Eva”